# Lijst van districten in Engeland in 1973
Dit lijst van alle landelijke districten, stedelijke districten en municipal boroughs in Engeland zoals die bestonden voor het van kracht worden van de Local Government Act 1972 op 1 april 1974. Er waren in totaal 1086 van dergelijke districten en, die het resultaat waren van een geleidelijke consolidatie sinds hun ontstaan in 1894. Hiernaast bestonden in Engeland nog 79 county boroughs.
De districten zijn gerangschikt per graafschap.

### Bedfordshire
| District                         | Opvolger           |
| -------------------------------- | ------------------ |
| Ampthill Rural District          | Mid Bedfordshire   |
| Ampthill Urban District          | Mid Bedfordshire   |
| Bedford Borough                  | Bedford            |
| Bedford Rural District           | Bedford            |
| Biggleswade Rural District       | Mid Bedfordshire   |
| Biggleswade Urban District       | Mid Bedfordshire   |
| Dunstable Borough                | South Bedfordshire |
| Kempston Urban District          | Bedford            |
| Leighton-Linslade Urban District | South Bedfordshire |
| Luton Rural District             | South Bedfordshire |
| Sandy Urban District             | Mid Bedfordshire   |

Luton was een county borough.

### Berkshire
| District                     | Opvolger                     |
| ---------------------------- | ---------------------------- |
| Abingdon Borough             | Vale of White Horse          |
| Abingdon Rural District      | Vale of White Horse          |
| Bradfield Rural District     | Newbury                      |
| Cookham Rural District       | Windsor and Maidenhead       |
| Easthampstead Rural District | Bracknell                    |
| Faringdon Rural District     | Vale of White Horse          |
| Hungerford Rural District    | Newbury                      |
| Maidenhead Borough           | Windsor and Maidenhead       |
| New Windsor Borough          | Windsor and Maidenhead       |
| Newbury Borough              | Newbury                      |
| Newbury Rural District       | Newbury                      |
| Wallingford Borough          | South Oxfordshire            |
| Wallingford Rural District   | South Oxfordshire            |
| Wantage Rural District       | Vale of White Horse, Newbury |
| Wantage Urban District       | Vale of White Horse          |
| Windsor Rural District       | Windsor and Maidenhead       |
| Wokingham Borough            | Wokingham                    |
| Wokingham Rural District     | Wokingham                    |

Reading was een county borough.

### Buckingham
| District                            | Opvolger                                     |
| ----------------------------------- | -------------------------------------------- |
| Amersham Rural District             | Chiltern                                     |
| Aylesbury Urban District en Borough | Aylesbury Vale                               |
| Aylesbury Rural District            | Aylesbury Vale                               |
| Beaconsfield Urban District         | Beaconsfield                                 |
| Bletchley Urban District            | Milton Keynes                                |
| Buckingham Borough                  | Aylesbury Vale                               |
| Buckingham Rural District           | Aylesbury Vale                               |
| Chesham Urban District              | Chiltern                                     |
| Eton Rural District                 | Beaconsfield, Slough, Windsor and Maidenhead |
| Eton Urban District                 | Windsor and Maidenhead                       |
| High Wycombe Borough                | Wycombe                                      |
| Marlow Urban District               | Wycombe                                      |
| Newport Pagnell Rural District      | Milton Keynes                                |
| Newport Pagnell Urban District      | Milton Keynes                                |
| Slough Borough                      | Slough                                       |
| Wing Rural District                 | Aylesbury Vale                               |
| Winslow Rural District              | Aylesbury Vale, Milton Keynes                |
| Wolverton Urban District            | Milton Keynes                                |
| Wycombe Rural District              | Wycombe                                      |

Geen county boroughs.

### Cambridgeshire and Isle of Ely
| District                            | Opvolger             |
| ----------------------------------- | -------------------- |
| Cambridge Borough                   | Cambridge            |
| Chatteris Urban District            | Fenland              |
| Chesterton Rural District           | South Cambridgeshire |
| Ely Rural District                  | East Cambridgeshire  |
| Ely Urban District                  | East Cambridgeshire  |
| March Urban District                | Fenland              |
| Newmarket Rural District            | East Cambridgeshire  |
| North Witchford Rural District      | Fenland              |
| South Cambridgeshire Rural District | South Cambridgeshire |
| Whittlesey Urban District           | Fenland              |
| Wisbech Borough                     | Fenland              |
| Wisbech Rural District              | Fenland              |

Geen county boroughs.

### Cheshire
| District                                | Opvolger                           |
| --------------------------------------- | ---------------------------------- |
| Alderley Edge Urban District            | Macclesfield                       |
| Alsager Urban District                  | Congleton                          |
| Altrincham Borough                      | Trafford                           |
| Bebington Borough                       | Wirral                             |
| Bollington Urban District               | Macclesfield                       |
| Bowdon Urban District                   | Trafford                           |
| Bredbury and Romiley Urban District     | Stockport                          |
| Bucklow Rural District                  | Trafford, Manchester, Macclesfield |
| Cheadle and Gatley Urban District       | Stockport                          |
| Chester Rural District                  | Chester                            |
| Congleton Borough                       | Congleton                          |
| Congleton Rural District                | Congleton                          |
| Crewe Borough                           | Crewe and Nantwich                 |
| Disley Rural District                   | Macclesfield                       |
| Dukinfield Borough                      | Tameside                           |
| Ellesmere Port Borough                  | Ellesmere Port and Neston          |
| Hale Urban District                     | Trafford                           |
| Hazel Grove and Bramhall Urban District | Stockport                          |
| Hoylake Urban District                  | Wirral                             |
| Hyde Borough                            | Tameside                           |
| Knutsford Urban District                | Macclesfield                       |
| Longendale Urban District               | Tameside                           |
| Lymm Urban District                     | Warrington                         |
| Macclesfield Borough                    | Macclesfield                       |
| Macclesfield Rural District             | Macclesfield                       |
| Marple Urban District                   | Stockport                          |
| Middlewich Urban District               | Congleton                          |
| Nantwich Rural District                 | Crewe and Nantwich                 |
| Nantwich Urban District                 | Crewe and Nantwich                 |
| Neston Urban District                   | Ellesmere Port and Neston          |
| Northwich Rural District                | Vale Royal                         |
| Northwich Urban District                | Vale Royal                         |
| Runcorn Rural District                  | Vale Royal, Warrington, Halton     |
| Runcorn Urban District                  | Halton                             |
| Sale Borough                            | Trafford                           |
| Sandbach Urban District                 | Congleton                          |
| Stalybridge Borough                     | Tameside                           |
| Tarvin Rural District                   | Chester                            |
| Tintwistle Rural District               | High Peak                          |
| Wilmslow Urban District                 | Macclesfield                       |
| Winsford Urban District                 | Vale Royal                         |
| Wirral Urban District                   | Wirral                             |

Birkenhead, Chester, Stockport, en Wallasey waren county boroughs.

### Cornwall
| District                              | Opvolger       |
| ------------------------------------- | -------------- |
| Bodmin Borough                        | North Cornwall |
| Bude-Stratton Urban District          | North Cornwall |
| Camborne-Redruth Urban District       | Kerrier        |
| Camelford Rural District              | North Cornwall |
| Falmouth Borough                      | Carrick        |
| Helston Borough                       | Kerrier        |
| Kerrier Rural District                | Kerrier        |
| Launceston Borough                    | North Cornwall |
| Launceston Rural District             | North Cornwall |
| Liskeard Borough                      | Caradon        |
| Liskeard Rural District               | Caradon        |
| Looe Urban District                   | Caradon        |
| Newquay Urban District                | Restormel      |
| Penryn Borough                        | Carrick        |
| Penzance Borough                      | Penwith        |
| Saltash Borough                       | Caradon        |
| St. Austell Rural District            | Restormel      |
| St. Austell with Fowey Borough        | Restormel      |
| St. Germans Rural District            | Caradon        |
| St. Ives Borough                      | Penwith        |
| St. Just Urban District               | Penwith        |
| Stratton Rural District               | North Cornwall |
| Torpoint Urban District               | Caradon        |
| Turo Borough                          | Carrick        |
| Truro Rural District                  | Carrick        |
| Wadebridge and Padstow Rural District | North Cornwall |
| West Penwith Rural District           | Penwith        |

Geen county boroughs.

### Cumberland
| District                             | Opvolger  |
| ------------------------------------ | --------- |
| Alston with Garrigill Rural District | Eden      |
| Border Rural District                | Carlisle  |
| Cockermouth Rural District           | Allerdale |
| Cockermouth Urban District           | Allerdale |
| Ennerdale Rural District             | Copeland  |
| Keswick Urban District               | Allerdale |
| Maryport Urban District              | Allerdale |
| Millom Rural District                | Copeland  |
| Penrith Rural District               | Eden      |
| Penrith Urban District               | Eden      |
| Whitehaven Borough                   | Copeland  |
| Wigton Rural District                | Allerdale |
| Workington Borough                   | Allerdale |

Carlisle was een county borough.

### Derbyshire
| District                             | Opvolger                            |
| ------------------------------------ | ----------------------------------- |
| Alfreton Urban District              | Amber Valley                        |
| Ashbourne Rural District             | West Derbyshire                     |
| Ashbourne Urban District             | West Derbyshire                     |
| Bakewell Rural District              | West Derbyshire                     |
| Bakewell Urban District              | West Derbyshire                     |
| Belper Rural District                | Amber Valley                        |
| Belper Urban District                | Amber Valley                        |
| Blackwell Rural District             | Bolsover                            |
| Bolsover Urban District              | Bolsover                            |
| Buxton Borough                       | High Peak                           |
| Chapel en le Frith Rural District    | High Peak                           |
| Chesterfield Borough                 | Chesterfield                        |
| Chesterfield Rural District          | Chesterfield, North East Derbyshire |
| Clay Cross Urban District            | North East Derbyshire               |
| Clowne Rural District                | Bolsover                            |
| Dronfield Urban District             | North East Derbyshire               |
| Glossop Borough                      | High Peak                           |
| Heanor Urban District                | Amber Valley                        |
| Ilkeston Borough                     | Erewash                             |
| Long Eaton Urban District            | Erewash                             |
| Matlock Urban District               | West Derbyshire                     |
| New Mills Urban District             | High Peak                           |
| Repton Rural District                | South Derbyshire                    |
| Ripley Urban District                | Amber Valley                        |
| South East Derbyshire Rural District | Erewash, South Derbyshire           |
| Staveley Urban District              | Chesterfield                        |
| Swadlincote Urban District           | South Derbyshire                    |
| Whaley Bridge Urban District         | High Peak                           |
| Wirksworth Urban District            | West Derbyshire                     |

Derby was een county borough.

### Devon
| District                          | Opvolger                |
| --------------------------------- | ----------------------- |
| Ashburton Urban District          | Teignbridge             |
| Axminster Rural District          | East Devon              |
| Barnstaple Borough                | North Devon             |
| Barnstaple Rural District         | North Devon             |
| Bideford Borough                  | Torridge                |
| Bideford Rural District           | Torridge                |
| Buckfastleigh Urban District      | Teignbridge             |
| Budleigh Salterton Urban District | East Devon              |
| Crediton Rural District           | Tiverton                |
| Crediton Urban District           | Tiverton                |
| Dartmouth Borough                 | South Hams              |
| Dawlish Urban District            | Teignbridge             |
| Exmouth Urban District            | East Devon              |
| Great Torrington Borough          | Torridge                |
| Holsworthy Rural District         | Torridge                |
| Honiton Borough                   | East Devon              |
| Honiton Rural District            | East Devon              |
| Ilfracombe Urban District         | North Devon             |
| Kingsbridge Rural District        | South Hams              |
| Kingsbridge Urban District        | South Hams              |
| Lynton Urban District             | North Devon             |
| Newton Abbot Rural District       | Teignbridge             |
| Newton Abbot Urban District       | Teignbridge             |
| Northam Urban District            | Torridge                |
| Okehampton Borough                | West Devon              |
| Okehampton Rural District         | West Devon              |
| Ottery St. Mary Urban District    | East Devon              |
| Plympton St. Mary Rural District  | South Hams              |
| Salcombe Urban District           | South Hams              |
| Seaton Urban District             | East Devon              |
| Sidmouth Urban District           | East Devon              |
| South Molton Rural District       | North Devon             |
| St. Thomas Rural District         | Teignbridge, East Devon |
| Tavistock Rural District          | West Devon              |
| Teignmouth Urban District         | Teignbridge             |
| Tiverton Borough                  | Tiverton                |
| Tiverton Rural District           | Tiverton                |
| Torrington Rural District         | Torridge                |
| Totnes Borough                    | South Hams              |
| Totnes Rural District             | South Hams              |

Exeter, Plymouth en Torbay waren county boroughs.

### Dorset
| District                              | Opvolger              |
| ------------------------------------- | --------------------- |
| Beaminster Rural District             | West Dorset           |
| Blandford Rural District              | North Dorset          |
| Blandford Forum Borough               | North Dorset          |
| Bridport Borough                      | West Dorset           |
| Bridport Rural District               | West Dorset           |
| Dorchester Borough                    | West Dorset           |
| Dorchester Rural District             | West Dorset           |
| Lyme Regis Borough                    | West Dorset           |
| Poole Borough                         | Poole                 |
| Portland Urban District               | Weymouth and Portland |
| Shaftesbury Borough                   | North Dorset          |
| Shaftesbury Rural District            | North Dorset          |
| Sherborne Rural District              | West Dorset           |
| Sherborne Borough                     | West Dorset           |
| Sturminster Rural District            | North Dorset          |
| Swanage Urban District                | Purbeck               |
| Wareham Borough                       | Purbeck               |
| Wareham and Purbeck Rural District    | Purbeck               |
| Weymouth and Melcombe Regis Borough   | Weymouth and Portland |
| Wimborne and Cranborne Rural District | East Dorset           |
| Wimborne Minster Borough              | East Dorset           |

### Durham
| District                              | Opvolger                                         |
| ------------------------------------- | ------------------------------------------------ |
| Barnard Castle Rural District         | Teesdale                                         |
| Barnard Castle Urban District         | Teesdale                                         |
| Bishop Auckland Urban District        | Wear Valley                                      |
| Blaydon Urban District                | Gateshead                                        |
| Boldon Urban District                 | South Tyneside                                   |
| Brandon and Byshottles Urban District | Durham                                           |
| Chester-le-Street Rural District      | City of Sunderland, Gateshead, Chester-le-Street |
| Chester-le-Street Urban District      | Chester-le-Street                                |
| Consett Urban District                | Derwentside                                      |
| Crook and Willington Urban District   | Wear Valley                                      |
| Darlington Rural District             | Darlington, Sedgefield                           |
| Durham Borough                        | Durham                                           |
| Durham Rural District                 | Durham                                           |
| Easington Rural District              | Easington, Sunderland                            |
| Felling Urban District                | Gateshead                                        |
| Hebburn Urban District                | South Tyneside                                   |
| Hetton Urban District                 | Sunderland                                       |
| Houghton-le-Spring Urban District     | Sunderland                                       |
| Jarrow Borough                        | South Tyneside                                   |
| Lanchester Rural District             | Derwentside                                      |
| Ryton Urban District                  | Gateshead                                        |
| Seaham Urban District                 | Easington                                        |
| Sedgefield Rural District             | Sedgefield                                       |
| Shildon Urban District                | Sedgefield                                       |
| Spennymoor Urban District             | Sedgefield                                       |
| Stanley Urban District                | Derwentside                                      |
| Stockton Rural District               | Stockton-on-Tees, Hartlepool                     |
| Tow Law Urban District                | Wear Valley                                      |
| Washington Urban District             | Sunderland                                       |
| Weardale Rural District               | Wear Valley                                      |
| Whickham Urban District               | Gateshead                                        |

Darlington, Gateshead, Hartlepool, South Shields, Sunderland en Teesside waren county boroughs.

### East Suffolk
| District                            | Opvolger                |
| ----------------------------------- | ----------------------- |
| Aldeburgh Borough                   | Suffolk Coastal         |
| Beccles Borough                     | Waveney                 |
| Blyth Rural District                | Suffolk Coastal         |
| Bungay Urban District               | Waveney                 |
| Deben Rural District                | Suffolk Coastal         |
| Eye Borough                         | Mid Suffolk             |
| Felixstowe Urban District           | Suffolk Coastal         |
| Gipping Rural District              | Mid Suffolk             |
| Halesworth Urban District           | Waveney                 |
| Hartismere Rural District           | Mid Suffolk             |
| Leiston-cum-Sizewell Urban District | Suffolk Coastal         |
| Lothingland Rural District          | Great Yarmouth, Waveney |
| Lowestoft Borough                   | Waveney                 |
| Samford Rural District              | Babergh                 |
| Saxmundham Urban District           | Suffolk Coastal         |
| Southwold Borough                   | Waveney                 |
| Stowmarket Urban District           | Mid Suffolk             |
| Wainford Rural District             | Waveney                 |
| Woodbridge Urban District           | Suffolk Coastal         |

Ipswich was een county borough.

### East Sussex
| District                        | Opvolger            |
| ------------------------------- | ------------------- |
| Battle Rural District           | Rother              |
| Bexhill Borough                 | Rother              |
| Burgess Hill Urban District     | Mid Sussex          |
| Chailey Rural District          | Lewes               |
| Cuckfield Rural District        | Mid Sussex, Crawley |
| Cuckfield Urban District        | Mid Sussex          |
| East Grinstead Urban District   | Mid Sussex          |
| Hailsham Rural District         | Wealden             |
| Hove Borough                    | Hove                |
| Lewes Borough                   | Lewes               |
| Newhaven Urban District         | Lewes               |
| Portslade-by-Sea Urban District | Hove                |
| Rye Borough                     | Rother              |
| Seaford Urban District          | Lewes               |
| Uckfield Rural District         | Wealden             |

Brighton, Eastbourne en Hastings waren county boroughs.

### Essex
| District                             | Opvolger                 |
| ------------------------------------ | ------------------------ |
| Basildon Urban District              | Basildon                 |
| Benfleet Urban District              | Castle Point             |
| Braintree Rural District             | Braintree                |
| Braintree and Bocking Urban District | Braintree                |
| Brentwood Urban District             | Brentwood                |
| Brightlingsea Urban District         | Tendring                 |
| Burnham-on-Crouch Urban District     | Maldon                   |
| Canvey Island Urban District         | Castle Point             |
| Chelmsford Borough                   | Chelmsford               |
| Chelmsford Rural District            | Chelmsford, Brentwood    |
| Chigwell Urban District              | Epping Forest            |
| Clacton Urban District               | Tendring                 |
| Colchester Borough                   | Colchester               |
| Dunmow Rural District                | Uttlesford               |
| Epping Urban District                | Epping Forest            |
| Epping and Ongar Rural District      | Brentwood, Epping Forest |
| Frinton and Walton Urban District    | Tendring                 |
| Halstead Rural District              | Braintree                |
| Halstead Urban District              | Braintree                |
| Harlow Urban District                | Harlow                   |
| Harwich Borough                      | Tendring                 |
| Lexden and Winstree Rural District   | Colchester               |
| Maldon Borough                       | Maldon                   |
| Maldon Rural District                | Maldon                   |
| Rayleigh Urban District              | Rochford                 |
| Rochford Rural District              | Rochford                 |
| Saffron Walden Borough               | Uttlesford               |
| Saffron Walden Rural District        | Uttlesford               |
| Tendring Rural District              | Tendring                 |
| Thurrock Urban District              | Thurrock, Basildon       |
| Waltham Holy Cross Urban District    | Epping Forest            |
| West Mersea Urban District           | Colchester               |
| Witham Urban District                | Braintree                |
| Wivenhoe Urban District              | Colchester               |

Southend was een county borough.

### Gloucestershire
| District                      | Opvolger                           |
| ----------------------------- | ---------------------------------- |
| Charlton Kings Urban District | Cheltenham                         |
| Cheltenham Borough            | Cheltenham                         |
| Cheltenham Rural District     | Tewkesbury                         |
| Cirencester Rural District    | Cotswold                           |
| Cirencester Urban District    | Cotswold                           |
| Dursley Rural District        | Stroud                             |
| East Dean Rural District      | Forest of Dean                     |
| Gloucester Rural District     | Stroud, Forest of Dean, Tewkesbury |
| Kingswood Urban District      | Kingswood                          |
| Lydney Rural District         | Forest of Dean                     |
| Mangotsfield Urban District   | Kingswood                          |
| Nailsworth Urban District     | Stroud                             |
| Newent Rural District         | Forest of Dean                     |
| North Cotswold Rural District | Cotswold                           |
| Northleach Rural District     | Cotswold                           |
| Sodbury Rural District        | Northavon, Stroud                  |
| Stroud Rural District         | Stroud                             |
| Stroud Urban District         | Stroud                             |
| Tetbury Rural District        | Cotswold                           |
| Tewkesbury Borough            | Tewkesbury                         |
| Thornbury Rural District      | Northavon, Stroud                  |
| Warmley Rural District        | Kingswood                          |
| West Dean Rural District      | Forest of Dean                     |

Bristol en Gloucester waren county boroughs.

### Hampshire
| District                                  | Opvolger                              |
| ----------------------------------------- | ------------------------------------- |
| Aldershot Borough                         | Rushmoor                              |
| Alton Rural District                      | East Hampshire                        |
| Alton Urban District                      | East Hampshire                        |
| Andover Borough                           | Test Valley                           |
| Andover Rural District                    | Test Valley                           |
| Basingstoke Borough                       | Basingstoke and Deane                 |
| Basingstoke Rural District                | Basingstoke and Deane                 |
| Christchurch Borough                      | Christchurch                          |
| Droxford Rural District                   | Winchester                            |
| Eastleigh Borough                         | Eastleigh                             |
| Fareham Urban District                    | Fareham                               |
| Farnborough Urban District                | Rushmoor                              |
| Fleet Urban District                      | Hart                                  |
| Gosport Borough                           | Gosport                               |
| Hartley Wintney Rural District            | Hart                                  |
| Havant and Waterloo Urban District        | Havant                                |
| Kingsclere and Whitchurch Rural District  | Basingstoke and Deane                 |
| Lymington Borough                         | New Forest                            |
| New Forest Rural District                 | New Forest                            |
| Petersfield Rural District                | East Hampshire                        |
| Petersfield Urban District                | East Hampshire                        |
| Ringwood and Fordingbridge Rural District | New Forest, East Dorset, Christchurch |
| Romsey Borough                            | Test Valley                           |
| Romsey Rural District                     | Test Valley                           |
| Stockbridge Rural District                | Test Valley                           |
| Winchester Borough                        | Winchester                            |
| Winchester Rural District                 | Eastleigh, Winchester                 |

Bournemouth, Portsmouth en Southampton waren county boroughs.

### Herefordshire
| District                              | Opvolger            |
| ------------------------------------- | ------------------- |
| Bromyard Rural District               | Malvern Hills       |
| Dore and Bredwardine Rural District   | South Herefordshire |
| Hereford Borough                      | Hereford            |
| Hereford Rural District               | South Herefordshire |
| Kington Rural District                | Leominster          |
| Kington Urban District                | Leominster          |
| Ledbury Rural District                | Malvern Hills       |
| Leominster Borough                    | Leominster          |
| Leominster and Wigmore Rural District | Leominster          |
| Ross and Whitchurch Rural District    | South Herefordshire |
| Ross-on-Wye Urban District            | South Herefordshire |
| Weobley Rural District                | Leominster          |

Geen county boroughs.

### Hertfordshire
| District                          | Opvolger                         |
| --------------------------------- | -------------------------------- |
| Baldock Urban District            | North Hertfordshire              |
| Berkhamsted Rural District        | Dacorum                          |
| Berkhamsted Urban District        | Dacorum                          |
| Bishop's Stortford Urban District | East Hertfordshire               |
| Braughing Rural District          | East Hertfordshire               |
| Bushey Urban District             | Hertsmere                        |
| Cheshunt Urban District           | Broxbourne                       |
| Chorleywood Urban District        | Three Rivers                     |
| Elstree Rural District            | Hertsmere                        |
| Harpenden Urban District          | St Albans                        |
| Hatfield Rural District           | Welwyn Hatfield                  |
| Hemel Hempstead Borough           | Dacorum                          |
| Hemel Hempstead Rural District    | Dacorum                          |
| Hertford Borough                  | East Hertfordshire               |
| Hertford Rural District           | Stevenage, East Hertfordshire    |
| Hitchin Rural District            | North Hertfordshire              |
| Hitchin Urban District            | North Hertfordshire              |
| Hoddesdon Urban District          | Broxbourne                       |
| Letchworth Urban District         | North Hertfordshire              |
| Potters Bar Urban District        | Hertsmere                        |
| Rickmansworth Urban District      | Three Rivers                     |
| Royston Urban District            | North Hertfordshire              |
| Sawbridgeworth Urban District     | East Hertfordshire               |
| St Albans Borough                 | St Albans                        |
| St Albans Rural District          | St Albans, Dacorum               |
| Stevenage Urban District          | Stevenage                        |
| Tring Urban District              | Dacorum                          |
| Ware Rural District               | East Hertfordshire               |
| Ware Urban District               | East Hertfordshire               |
| Watford Borough                   | Watford                          |
| Watford Rural District            | Hertsmere, Dacorum, Three Rivers |
| Welwyn Rural District             | Welwyn Hatfield                  |
| Welwyn Garden City Urban District | Welwyn Hatfield                  |

Geen county boroughs.

### Huntingdon and Peterborough
| District                             | Opvolger                 |
| ------------------------------------ | ------------------------ |
| Barnack Rural District               | Peterborough             |
| Huntingdon Rural District            | Huntingdon               |
| Huntingdon and Godmanchester Borough | Huntingdon               |
| Norman Cross Rural District          | Huntingdon, Peterborough |
| Old Fletton Urban District           | Peterborough             |
| Peterborough Borough                 | Peterborough             |
| Peterborough Rural District          | Peterborough             |
| Ramsey Urban District                | Huntingdon               |
| St. Ives Borough                     | Huntingdon               |
| St. Ives Rural District              | Huntingdon               |
| St. Neots Rural District             | Huntingdon               |
| St. Neots Urban District             | Huntingdon               |
| Thorney Rural District               | Peterborough             |

Geen county boroughs.

### Isle of Wight
| District                        | Opvolger    |
| ------------------------------- | ----------- |
| Cowes Urban District            | Medina      |
| Isle of Wight Rural District    | South Wight |
| Newport Borough                 | Medina      |
| Ryde Borough                    | Medina      |
| Sandown-Shanklin Urban District | South Wight |
| Ventnor Urban District          | South Wight |

Geen county boroughs.

### Kent
| District                                  | Opvolger                               |
| ----------------------------------------- | -------------------------------------- |
| Ashford Urban District                    | Ashford                                |
| Bridge-Blean Rural District               | Canterbury                             |
| Broadstairs and St Peter's Urban District | Thanet                                 |
| Chatham Borough                           | Rochester-upon-Medway                  |
| Cranbrook Rural District                  | Tunbridge Wells                        |
| Dartford Borough                          | Dartford                               |
| Dartford Rural District                   | Sevenoaks, Dartford                    |
| Deal Borough                              | Dover                                  |
| Dover Borough                             | Dover                                  |
| Dover Rural District                      | Dover                                  |
| East Ashford Rural District               | Ashford                                |
| Eastry Rural District                     | Dover, Thanet                          |
| Elham Rural District                      | Shepway                                |
| Faversham Borough                         | Swale                                  |
| Folkestone Borough                        | Shepway                                |
| Gillingham Borough                        | Gillingham                             |
| Gravesend Borough                         | Gravesham                              |
| Herne Bay Urban District                  | Canterbury                             |
| Hollingbourne Rural District              | Maidstone                              |
| Hythe Borough                             | Shepway                                |
| Lydd Borough                              | Shepway                                |
| Maidstone Borough                         | Maidstone                              |
| Maidstone Rural District                  | Maidstone                              |
| Malling Rural District                    | Tonbridge and Malling                  |
| Margate Borough                           | Thanet                                 |
| New Romney Borough                        | Shepway                                |
| Northfleet Urban District                 | Gravesham                              |
| Queenborough-in-Sheppey Borough           | Swale                                  |
| Ramsgate Borough                          | Thanet                                 |
| Rochester Borough                         | Rochester-upon-Medway                  |
| Romney Marsh Rural District               | Shepway                                |
| Royal Tunbridge Wells Borough             | Tunbridge Wells                        |
| Sandwich Borough                          | Dover                                  |
| Sevenoaks Rural District                  | Sevenoaks                              |
| Sevenoaks Urban District                  | Sevenoaks                              |
| Sittingbourne and Milton Urban District   | Swale                                  |
| Southborough Urban District               | Tunbridge Wells                        |
| Strood Rural District                     | Rochester-upon-Medway, Gravesham       |
| Swale Urban District                      | Swale                                  |
| Swanscombe Urban District                 | Dartford                               |
| Tenterden Borough                         | Ashford                                |
| Tenterden Rural District                  | Ashford                                |
| Tonbridge Rural District                  | Tunbridge Wells, Tonbridge and Malling |
| Tonbridge Urban District                  | Tonbridge and Malling                  |
| West Ashford Rural District               | Ashford                                |
| Whitstable Urban District                 | Canterbury                             |

Canterbury was een county borough.

### Lancashire
| District                                | Opvolger                                 |
| --------------------------------------- | ---------------------------------------- |
| Abram Urban District                    | Wigan                                    |
| Accrington Borough                      | Hyndburn                                 |
| Adlington Urban District                | Chorley                                  |
| Ashton-in-Makerfield Urban District     | Wigan, Metropolitan Borough of St Helens |
| Ashton-under-Lyne Borough               | Tameside                                 |
| Aspull Urban District                   | Wigan                                    |
| Atherton Urban District                 | Wigan                                    |
| Audenshaw Urban District                | Tameside                                 |
| Bacup Borough                           | Rossendale                               |
| Barrowford Urban District               | Pendle                                   |
| Billinge and Winstanley Urban District  | Wigan, St Helens                         |
| Blackburn Rural District                | Hyndburn, Blackburn, Ribble Valley       |
| Blackrod Urban District                 | Bolton                                   |
| Brierfield Urban District               | Pendle                                   |
| Burnley Rural District                  | Pendle, Ribble Valley, Burnley           |
| Carnforth Urban District                | Lancaster                                |
| Chadderton Urban District               | Oldham                                   |
| Chorley Borough                         | Chorley                                  |
| Chorley Rural District                  | Chorley                                  |
| Church Urban District                   | Hyndburn                                 |
| Clayton-le-Moors Urban District         | Hyndburn                                 |
| Clitheroe Borough                       | Ribble Valley                            |
| Clitheroe Rural District                | Ribble Valley                            |
| Colne Borough                           | Pendle                                   |
| Crompton Urban District                 | Oldham                                   |
| Crosby Borough                          | Sefton                                   |
| Dalton-in-Furness Urban District        | Barrow-in-Furness                        |
| Darwen Borough                          | Blackburn                                |
| Denton Urban District                   | Tameside                                 |
| Droylsden Urban District                | Tameside                                 |
| Eccles Borough                          | Salford                                  |
| Failsworth Urban District               | Oldham                                   |
| Farnworth Borough                       | Bolton                                   |
| Fleetwood Borough                       | Wyre                                     |
| Formby Urban District                   | Sefton                                   |
| Fulwood Urban District                  | Preston                                  |
| Fylde Rural District                    | Fylde                                    |
| Garstang Rural District                 | Wyre                                     |
| Golborne Urban District                 | Warrington, Wigan                        |
| Grange Urban District                   | South Lakeland                           |
| Great Harwood Urban District            | Hyndburn                                 |
| Haslingden Borough                      | Rossendale                               |
| Haydock Urban District                  | St Helens                                |
| Heywood Borough                         | Rochdale                                 |
| Hindley Urban District                  | Wigan                                    |
| Horwich Urban District                  | Bolton                                   |
| Huyton-with-Roby Urban District         | Knowsley                                 |
| Ince-in-Makerfield Urban District       | Wigan                                    |
| Irlam Urban District                    | Salford                                  |
| Kearsley Urban District                 | Bolton                                   |
| Kirkby Urban District                   | Knowsley                                 |
| Kirkham Urban District                  | Fylde                                    |
| Lancaster Borough                       | Lancaster                                |
| Lancaster Rural District                | Lancaster                                |
| Lees Urban District                     | Oldham                                   |
| Leigh Borough                           | Wigan                                    |
| Leyland Urban District                  | South Ribble                             |
| Litherland Urban District               | Sefton                                   |
| Little Lever Urban District             | Bolton                                   |
| Littleborough Urban District            | Rochdale                                 |
| Longridge Urban District                | Ribble Valley                            |
| Lunesdale Rural District                | Lancaster                                |
| Lytham St. Anne's Borough               | Fylde                                    |
| Middleton Borough                       | Rochdale                                 |
| Milnrow Urban District                  | Rochdale                                 |
| Morecambe and Heysham Borough           | Lancaster                                |
| Mossley Borough                         | Tameside                                 |
| Nelson Borough                          | Pendle                                   |
| Newton-le-Willows Urban District        | St Helens                                |
| North Lonsdale Rural District           | South Lakeland                           |
| Ormskirk Urban District                 | West Lancashire                          |
| Orrell Urban District                   | Wigan                                    |
| Oswaldtwistle Urban District            | Hyndburn                                 |
| Padiham Urban District                  | Burnley                                  |
| Poulton-le-Fylde Urban District         | Wyre                                     |
| Preesall Urban District                 | Wyre                                     |
| Prescot Urban District                  | Knowsley                                 |
| Preston Rural District                  | South Ribble, Preston, Ribble Valley     |
| Prestwich Borough                       | Bury                                     |
| Radcliffe Borough                       | Bury                                     |
| Rainford Urban District                 | St Helens                                |
| Ramsbottom Urban District               | Rossendale, Bury                         |
| Rawtenstall Borough                     | Rossendale                               |
| Rishton Urban District                  | Hyndburn                                 |
| Royton Urban District                   | Oldham                                   |
| Skelmersdale and Holland Urban District | West Lancashire                          |
| Standish-with-Langtree Urban District   | Wigan                                    |
| Stretford Borough                       | Trafford                                 |
| Swinton and Pendlebury Borough          | Salford                                  |
| Thornton Cleveleys Urban District       | Wyre                                     |
| Tottington Urban District               | Bury                                     |
| Trawden Urban District                  | Pendle                                   |
| Turton Urban District                   | Bolton, Blackburn                        |
| Tyldesley Urban District                | Wigan                                    |
| Ulverston Urban District                | South Lakeland                           |
| Urmston Urban District                  | Trafford                                 |
| Walton-le-Dale Urban District           | South Ribble                             |
| Wardle Urban District                   | Rochdale                                 |
| Warrington Rural District               | Warrington                               |
| West Lancashire Rural District          | Sefton, Knowsley, West Lancashire        |
| Westhoughton Urban District             | Bolton                                   |
| Whiston Rural District                  | Warrington, St Helens, Knowsley, Halton  |
| Whitefield Urban District               | Bury                                     |
| Whitworth Urban District                | Rossendale                               |
| Widnes Urban District                   | Halton                                   |
| Wigan Rural District                    | Wigan, West Lancashire                   |
| Withnell Urban District                 | Chorley                                  |
| Worsley Urban District                  | Salford                                  |

Barrow-in-Furness, Blackburn, Blackpool, Bolton, Bootle, Burnley, Bury, Liverpool, Manchester, Oldham, Preston, Rochdale, Salford, Southport, St Helens, Warrington en Wigan waren  county boroughs.

### Leicestershire
| District                          | Opvolger                                         |
| --------------------------------- | ------------------------------------------------ |
| Ashby de la Zouch Rural District  | North West Leicestershire                        |
| Ashby de la Zouch Urban District  | North West Leicestershire                        |
| Ashby Woulds Urban District       | North West Leicestershire                        |
| Barrow upon Soar Rural District   | Charnwood                                        |
| Billesdon Rural District          | Harborough                                       |
| Blaby Rural District              | Blaby                                            |
| Castle Donington Rural District   | North West Leicestershire                        |
| Coalville Urban District          | North West Leicestershire                        |
| Hinckley Urban District           | Hinckley and Bosworth                            |
| Loughborough Borough              | Charnwood                                        |
| Lutterworth Rural District        | Harborough                                       |
| Market Bosworth Rural District    | North West Leicestershire, Hinckley and Bosworth |
| Market Harborough Rural District  | Harborough                                       |
| Market Harborough Urban District  | Harborough                                       |
| Melton and Belvoir Rural District | Melton                                           |
| Melton Mowbray Urban District     | Melton                                           |
| Oadby Urban District              | Oadby and Wigston                                |
| Shepshed Urban District           | Charnwood                                        |
| Wigston Urban District            | Oadby and Wigston                                |

Leicester was een county borough.

### Lincolnshire, deel Holland
| District                  | Opvolger      |
| ------------------------- | ------------- |
| Boston Borough            | Boston        |
| Boston Rural District     | Boston        |
| East Elloe Rural District | South Holland |
| Spalding Rural District   | South Holland |
| Spalding Urban District   | South Holland |

Geen county boroughs.

### Lincolnshire, deelKesteven
| District                      | Opvolger       |
| ----------------------------- | -------------- |
| Bourne Urban District         | South Kesteven |
| East Kesteven Rural District  | North Kesteven |
| Grantham Borough              | South Kesteven |
| North Kesteven Rural District | North Kesteven |
| Sleaford Urban District       | North Kesteven |
| South Kesteven Rural District | South Kesteven |
| Stamford Borough              | South Kesteven |
| West Kesteven Rural District  | South Kesteven |

Geen county boroughs.

### Lincolnshire, deelLindsey
| District                              | Opvolger     |
| ------------------------------------- | ------------ |
| Alford Urban District                 | East Lindsey |
| Barton-upon-Humber Urban District     | Glanford     |
| Brigg Urban District                  | Glanford     |
| Caistor Rural District                | West Lindsey |
| Cleethorpes Borough                   | Cleethorpes  |
| Gainsborough Rural District           | West Lindsey |
| Gainsborough Urban District           | West Lindsey |
| Glanford Brigg Rural District         | Glanford     |
| Grimsby Rural District                | Cleethorpes  |
| Horncastle Rural District             | East Lindsey |
| Horncastle Urban District             | East Lindsey |
| Isle of Axholme Rural District        | Boothferry   |
| Louth Borough                         | East Lindsey |
| Louth Rural District                  | East Lindsey |
| Mablethorpe and Sutton Urban District | East Lindsey |
| Market Rasen Urban District           | West Lindsey |
| Scunthorpe Borough                    | Scunthorpe   |
| Skegness Urban District               | East Lindsey |
| Spilsby Rural District                | East Lindsey |
| Welton Rural District                 | West Lindsey |
| Woodhall Spa Urban District           | East Lindsey |

Grimsby en  Lincoln waren county boroughs.

### Norfolk
| District                               | Opvolger                  |
| -------------------------------------- | ------------------------- |
| Blofield and Flegg Rural District      | Great Yarmouth, Broadland |
| Cromer Urban District                  | North Norfolk             |
| Depwade Rural District                 | South Norfolk             |
| Diss Urban District                    | South Norfolk             |
| Docking Rural District                 | West Norfolk              |
| Downham Rural District                 | West Norfolk              |
| Downham Market Urban District          | West Norfolk              |
| East Dereham Urban District            | Breckland                 |
| Erpingham Rural District               | North Norfolk             |
| Forehoe and Henstead Rural District    | South Norfolk             |
| Freebridge Lynn Rural District         | West Norfolk              |
| Hunstanton Urban District              | West Norfolk              |
| King's Lynn Borough                    | West Norfolk              |
| Loddon Rural District                  | South Norfolk             |
| Marshland Rural District               | West Norfolk              |
| Mitford and Launditch Rural District   | Breckland                 |
| North Walsham Urban District           | North Norfolk             |
| Sheringham Urban District              | North Norfolk             |
| Smallburgh Rural District              | North Norfolk             |
| St. Faith's and Aylsham Rural District | Broadland                 |
| Swaffham Rural District                | Breckland                 |
| Swaffham Urban District                | Breckland                 |
| Thetford Borough                       | Breckland                 |
| Walsingham Rural District              | North Norfolk             |
| Wayland Rural District                 | Breckland                 |
| Wells-next-the-Sea Urban District      | North Norfolk             |
| Wymondham Urban District               | South Norfolk             |

Great Yarmouth en  Norwich waren county boroughs.

### Northamptonshire
| District                            | Opvolger                                           |
| ----------------------------------- | -------------------------------------------------- |
| Brackley Borough                    | South Northamptonshire                             |
| Brackley Rural District             | South Northamptonshire                             |
| Brixworth Rural District            | Northampton, Daventry                              |
| Burton Latimer Urban District       | Kettering                                          |
| Corby Urban District                | Corby                                              |
| Daventry Borough                    | Daventry                                           |
| Daventry Rural District             | Daventry                                           |
| Desborough Urban District           | Kettering                                          |
| Higham Ferrers Borough              | East Northamptonshire                              |
| Irthlingborough Urban District      | East Northamptonshire                              |
| Kettering Borough                   | Kettering                                          |
| Kettering Rural District            | Corby, Kettering                                   |
| Northampton Rural District          | South Northamptonshire, Northampton                |
| Oundle Urban District               | East Northamptonshire                              |
| Oundle and Thrapston Rural District | East Northamptonshire                              |
| Raunds Urban District               | East Northamptonshire                              |
| Rothwell Urban District             | Kettering                                          |
| Rushden Urban District              | East Northamptonshire                              |
| Towcester Rural District            | South Northamptonshire                             |
| Wellingborough Rural District       | Northampton, East Northamptonshire, Wellingborough |
| Wellingborough Urban District       | Wellingborough                                     |

Northampton was een county borough.

### Northumberland
| District                               | Opvolger                            |
| -------------------------------------- | ----------------------------------- |
| Alnwick Rural District                 | Alnwick                             |
| Alnwick Urban District                 | Alnwick                             |
| Amble Urban District                   | Alnwick                             |
| Ashington Urban District               | Wansbeck                            |
| Bedlingtonshire Urban District         | Wansbeck                            |
| Belford Rural District                 | Berwick-upon-Tweed                  |
| Bellingham Rural District              | Tynedale                            |
| Berwick-upon-Tweed Borough             | Berwick-upon-Tweed                  |
| Blyth Borough                          | Blyth Valley                        |
| Castle Ward Rural District             | Castle Morpeth, Newcastle upon Tyne |
| Glendale Rural District                | Berwick-upon-Tweed                  |
| Gosforth Urban District                | Newcastle upon Tyne                 |
| Haltwhistle Rural District             | Tynedale                            |
| Hexham Rural District                  | Tynedale                            |
| Hexham Urban District                  | Tynedale                            |
| Longbenton Urban District              | North Tyneside                      |
| Morpeth Borough                        | Castle Morpeth                      |
| Morpeth Rural District                 | Castle Morpeth                      |
| Newbiggin-by-the-Sea Urban District    | Wansbeck                            |
| Newburn Urban District                 | Newcastle upon Tyne                 |
| Norham and Islandshires Rural District | Berwick-upon-Tweed                  |
| Prudhoe Urban District                 | Tynedale                            |
| Rothbury Rural District                | Alnwick                             |
| Seaton Valley Urban District           | Blyth Valley, North Tyneside        |
| Wallsend Borough                       | North Tyneside                      |
| Whitley Bay Borough                    | North Tyneside, Blyth Valley        |

Newcastle upon Tyne en  Tynemouth waren county boroughs.

### Nottinghamshire
| District                              | Opvolger                                |
| ------------------------------------- | --------------------------------------- |
| Arnold Urban District                 | Gedling                                 |
| Basford Rural District                | Rushcliffe, Broxtowe, Ashfield, Gedling |
| Beeston and Stapleford Urban District | Broxtowe                                |
| Bingham Rural District                | Rushcliffe                              |
| Carlton Urban District                | Gedling                                 |
| East Retford Borough                  | Bassetlaw                               |
| East Retford Rural District           | Doncaster, Bassetlaw                    |
| Eastwood Urban District               | Broxtowe                                |
| Hucknall Urban District               | Ashfield                                |
| Kirkby in Ashfield Urban District     | Ashfield                                |
| Mansfield Borough                     | Mansfield                               |
| Mansfield Woodhouse Urban District    | Mansfield                               |
| Newark Borough                        | Newark                                  |
| Newark Rural District                 | Newark                                  |
| Southwell Rural District              | Newark                                  |
| Sutton in Ashfield Urban District     | Ashfield                                |
| Warsop Urban District                 | Mansfield                               |
| West Bridgford Urban District         | Rushcliffe                              |
| Worksop Borough                       | Bassetlaw                               |
| Worksop Rural District                | Doncaster, Bassetlaw                    |

Nottingham was een county borough.

### Oxford
| District                       | Opvolger          |
| ------------------------------ | ----------------- |
| Banbury Borough                | Cherwell          |
| Banbury Rural District         | Cherwell          |
| Bicester Urban District        | Cherwell          |
| Bullingdon Rural District      | South Oxfordshire |
| Chipping Norton Borough        | West Oxfordshire  |
| Chipping Norton Rural District | West Oxfordshire  |
| Henley Rural District          | South Oxfordshire |
| Henley-on-Thames Borough       | South Oxfordshire |
| Ploughley Rural District       | Cherwell          |
| Thame Urban District           | South Oxfordshire |
| Witney Rural District          | West Oxfordshire  |
| Witney Urban District          | West Oxfordshire  |
| Woodstock Borough              | West Oxfordshire  |

Oxford was een county borough.

### Rutland
| District                 | Opvolger |
| ------------------------ | -------- |
| Ketton Rural District    | Rutland  |
| Oakham Rural District    | Rutland  |
| Oakham Urban District    | Rutland  |
| Uppingham Rural District | Rutland  |

Geen county boroughs.

### Shropshire(Salop)
| District                                | Opvolger               |
| --------------------------------------- | ---------------------- |
| Atcham Rural District                   | Shrewsbury and Atcham  |
| Bridgnorth Rural District               | Bridgnorth             |
| Clun and Bishop's Castle Rural District | South Shropshire       |
| Dawley Urban District                   | The Wrekin             |
| Ludlow Rural District                   | South Shropshire       |
| Market Drayton Rural District           | North Shropshire       |
| Newport Urban District                  | The Wrekin             |
| North Shropshire Rural District         | North Shropshire       |
| Oakengates Urban District               | The Wrekin             |
| Oswestry Rural District                 | Oswestry               |
| Shifnal Rural District                  | The Wrekin, Bridgnorth |
| Shrewsbury Borough                      | Shrewsbury and Atcham  |
| Wellington Rural District               | The Wrekin             |
| Wellington (Shropshire) Urban District  | The Wrekin             |

Geen county boroughs.

### Somerset
| District                       | Opvolger                      |
| ------------------------------ | ----------------------------- |
| Axbridge Rural District        | Woodspring, Sedgemoor, Mendip |
| Bathavon Rural District        | Wansdyke                      |
| Bridgwater Borough             | Sedgemoor                     |
| Bridgwater Rural District      | Sedgemoor                     |
| Burnham-on-Sea Urban District  | Sedgemoor                     |
| Chard Borough                  | Yeovil                        |
| Chard Rural District           | Yeovil                        |
| Clevedon Urban District        | Woodspring                    |
| Clutton Rural District         | Wansdyke, Mendip              |
| Crewkerne Urban District       | Yeovil                        |
| Dulverton Rural District       | West Somerset                 |
| Frome Rural District           | Mendip                        |
| Frome Urban District           | Mendip                        |
| Glastonbury Borough            | Mendip                        |
| Ilminster Urban District       | Yeovil                        |
| Keynsham Urban District        | Wansdyke                      |
| Langport Rural District        | Yeovil                        |
| Long Ashton Rural District     | Woodspring                    |
| Minehead Urban District        | West Somerset                 |
| Norton-Radstock Urban District | Wansdyke                      |
| Portishead Urban District      | Woodspring                    |
| Shepton Mallet Rural District  | Mendip                        |
| Shepton Mallet Urban District  | Mendip                        |
| Street Urban District          | Mendip                        |
| Taunton Borough                | Taunton Deane                 |
| Taunton Rural District         | Taunton Deane                 |
| Watchet Urban District         | West Somerset                 |
| Wellington Rural District      | Taunton Deane                 |
| Wellington Urban District      | Taunton Deane                 |
| Wells Borough                  | Mendip                        |
| Wells Rural District           | Mendip                        |
| Weston-super-Mare Borough      | Woodspring                    |
| Williton Rural District        | West Somerset                 |
| Wincanton Rural District       | Yeovil                        |
| Yeovil Borough                 | Yeovil                        |
| Yeovil Rural District          | Yeovil                        |

Bath (en Bristol) waren county boroughs.

### Staffordshire
| District                            | Opvolger                 |
| ----------------------------------- | ------------------------ |
| Aldridge-Brownhills Urban District  | Walsall                  |
| Biddulph Urban District             | Staffordshire Moorlands  |
| Cannock Rural District              | South Staffordshire      |
| Cannock Urban District              | Cannock Chase            |
| Cheadle Rural District              | Staffordshire Moorlands  |
| Kidsgrove Urban District            | Newcastle-under-Lyme     |
| Leek Rural District                 | Staffordshire Moorlands  |
| Leek Urban District                 | Staffordshire Moorlands  |
| Lichfield Borough                   | Lichfield                |
| Lichfield Rural District            | Cannock Chase, Lichfield |
| Newcastle-under-Lyme Borough        | Newcastle-under-Lyme     |
| Newcastle-under-Lyme Rural District | Newcastle-under-Lyme     |
| Rugeley Urban District              | Cannock Chase            |
| Seisdon Rural District              | South Staffordshire      |
| Stafford Borough                    | Stafford                 |
| Stafford Rural District             | Stafford                 |
| Stone Rural District                | Stafford                 |
| Stone Urban District                | Stafford                 |
| Tamworth Borough                    | Tamworth                 |
| Tutbury Rural District              | East Staffordshire       |
| Uttoxeter Rural District            | East Staffordshire       |
| Uttoxeter Urban District            | East Staffordshire       |

Burton upon Trent, Dudley, Stoke-on-Trent, Walsall, West Bromwich en Wolverhampton waren county boroughs.

### Surrey
| District                               | Opvolger                                   |
| -------------------------------------- | ------------------------------------------ |
| Bagshot Rural District                 | Surrey Heath                               |
| Banstead Urban District                | Reigate and Banstead                       |
| Caterham and Warlingham Urban District | Tandridge                                  |
| Chertsey Urban District                | Runnymede                                  |
| Dorking Urban District                 | Mole Valley                                |
| Dorking and Horley Rural District      | Crawley, Mole Valley, Reigate and Banstead |
| Egham Urban District                   | Runnymede                                  |
| Epsom and Ewell Borough                | Epsom and Ewell                            |
| Esher Urban District                   | Elmbridge                                  |
| Farnham Urban District                 | Waverley                                   |
| Frimley and Camberley Urban District   | Surrey Heath                               |
| Godalming Borough                      | Waverley                                   |
| Godstone Rural District                | Tandridge                                  |
| Guildford Borough                      | Guildford                                  |
| Guildford Rural District               | Guildford                                  |
| Hambledon Rural District               | Waverley                                   |
| Haslemere Urban District               | Waverley                                   |
| Leatherhead Urban District             | Mole Valley                                |
| Reigate Borough                        | Reigate and Banstead                       |
| Staines Urban District                 | Spelthorne                                 |
| Sunbury-on-Thames Urban District       | Spelthorne                                 |
| Walton and Weybridge Urban District    | Elmbridge                                  |
| Woking Urban District                  | Woking                                     |

Geen county boroughs.

### Warwickshire
| District                         | Opvolger                                                       |
| -------------------------------- | -------------------------------------------------------------- |
| Alcester Rural District          | Stratford-on-Avon                                              |
| Atherstone Rural District        | North Warwickshire                                             |
| Bedworth Urban District          | Nuneaton                                                       |
| Kenilworth Urban District        | Warwick                                                        |
| Meriden Rural District           | Metropolitan Borough of Solihull, North Warwickshire, Coventry |
| Nuneaton Borough                 | Nuneaton                                                       |
| Royal Leamington Spa Borough     | Warwick                                                        |
| Rugby Borough                    | Rugby                                                          |
| Rugby Rural District             | Rugby                                                          |
| Shipston on Stour Rural District | Stratford-on-Avon                                              |
| Southam Rural District           | Stratford-on-Avon                                              |
| Stratford-on-Avon Rural District | Solihull, Stratford-on-Avon                                    |
| Stratford-upon-Avon Borough      | Stratford-on-Avon                                              |
| Sutton Coldfield Borough         | Birmingham                                                     |
| Warwick Borough                  | Warwick                                                        |
| Warwick Rural District           | Warwick                                                        |

Coventry, Solihull en Birmingham waren county boroughs.

### West Suffolk
| District                  | Opvolger       |
| ------------------------- | -------------- |
| Bury St. Edmunds Borough  | St Edmundsbury |
| Clare Rural District      | St Edmundsbury |
| Cosford Rural District    | Babergh        |
| Hadleigh Urban District   | Babergh        |
| Haverhill Urban District  | St Edmundsbury |
| Melford Rural District    | Babergh        |
| Mildenhall Rural District | Forest Heath   |
| Newmarket Urban District  | Forest Heath   |
| Sudbury Borough           | Babergh        |
| Thedwastre Rural District | Mid Suffolk    |
| Thingoe Rural District    | St Edmundsbury |

Geen county boroughs.

### West Sussex
| District                       | Opvolger         |
| ------------------------------ | ---------------- |
| Arundel Borough                | Arun             |
| Bognor Regis Urban District    | Arun             |
| Chanctonbury Rural District    | Horsham          |
| Chichester Borough             | Chichester       |
| Chichester Rural District      | Arun, Chichester |
| Crawley Urban District         | Crawley          |
| Horsham Rural District         | Horsham          |
| Horsham Urban District         | Horsham          |
| Littlehampton Urban District   | Arun             |
| Midhurst Rural District        | Chichester       |
| Petworth Rural District        | Chichester       |
| Shoreham-by-Sea Urban District | Adur             |
| Southwick Urban District       | Adur             |
| Worthing Borough               | Worthing         |
| Worthing Rural District        | Adur, Arun       |

Geen county boroughs.

### Westmorland
| District                         | Opvolger             |
| -------------------------------- | -------------------- |
| Appleby Borough                  | Eden                 |
| Kendal Borough                   | South Lakeland       |
| Lakes Urban District             | Eden, South Lakeland |
| North Westmorland Rural District | Eden                 |
| South Westmorland Rural District | South Lakeland       |
| Windermere Urban District        | South Lakeland       |

Geen county boroughs.

### Wiltshire
| District                                             | Opvolger        |
| ---------------------------------------------------- | --------------- |
| Amesbury Rural District                              | Salisbury       |
| Bradford and Melksham Rural District (1934-1974)     | West Wiltshire  |
| Bradford-on-Avon Urban District                      | West Wiltshire  |
| Calne Borough                                        | North Wiltshire |
| Calne and Chippenham Rural District                  | North Wiltshire |
| Chippenham Borough                                   | North Wiltshire |
| Cricklade and Wootton Bassett Rural District         | North Wiltshire |
| Devizes Borough                                      | Kennet          |
| Devizes Rural District (1894-1974)                   | Kennet          |
| Highworth Rural District                             | Thamesdown      |
| Malmesbury Borough                                   | North Wiltshire |
| Malmesbury Rural District                            | North Wiltshire |
| Marlborough Borough                                  | Kennet          |
| Marlborough and Ramsbury Rural District (1934-1974)  | Kennet          |
| Melksham Urban District                              | West Wiltshire  |
| Mere and Tisbury Rural District                      | Salisbury       |
| New Sarum Borough                                    | Salisbury       |
| Pewsey Rural District (1894-1974)                    | Kennet          |
| Salisbury and Wilton Rural District                  | Salisbury       |
| Swindon Borough                                      | Thamesdown      |
| Trowbridge Urban District                            | West Wiltshire  |
| Warminster Rural District Rural District (1894-1934) | West Wiltshire  |
| Warminster Urban District (1894-1974)                | West Wiltshire  |
| Warminster and Westbury Rural District (1934-1974)   | West Wiltshire  |
| Westbury Urban District                              | West Wiltshire  |
| Wilton Borough                                       | Salisbury       |

Geen county boroughs.

### Worcestershire
| District                           | Opvolger            |
| ---------------------------------- | ------------------- |
| Bewdley Borough                    | Wyre Forest         |
| Bromsgrove Rural District          | Bromsgrove          |
| Bromsgrove Urban District          | Bromsgrove          |
| Droitwich Borough                  | Wychavon            |
| Droitwich Rural District           | Wychavon, Worcester |
| Evesham Borough                    | Wychavon            |
| Evesham Rural District             | Wychavon            |
| Halesowen Borough                  | Dudley              |
| Kidderminster Borough              | Wyre Forest         |
| Kidderminster Rural District       | Wyre Forest         |
| Malvern Urban District             | Malvern Hills       |
| Martley Rural District             | Malvern Hills       |
| Pershore Rural District            | Worcester, Wychavon |
| Redditch Urban District            | Redditch            |
| Stourbridge Borough                | Dudley              |
| Stourport-on-Severn Urban District | Wyre Forest         |
| Tenbury Rural District             | Leominster          |
| Upton upon Severn Rural District   | Malvern Hills       |

Warley en Worcester waren county boroughs.

### Yorkshire, East Riding
| District                   | Opvolger                 |
| -------------------------- | ------------------------ |
| Beverley Borough           | Beverley                 |
| Beverley Rural District    | Beverley                 |
| Bridlington Borough        | North Wolds              |
| Bridlington Rural District | North Wolds, Scarborough |
| Derwent Rural District     | Selby                    |
| Driffield Rural District   | North Wolds              |
| Driffield Urban District   | North Wolds              |
| Filey Urban District       | Scarborough              |
| Haltemprice Urban District | Beverley                 |
| Hedon Borough              | Holderness               |
| Holderness Rural District  | Holderness               |
| Hornsea Urban District     | Holderness               |
| Howden Rural District      | Boothferry               |
| Norton Rural District      | Ryedale                  |
| Norton Urban District      | Ryedale                  |
| Pocklington Rural District | North Wolds              |
| Withernsea Urban District  | Holderness               |

Kingston upon Hull en York waren county boroughs.

### Yorkshire, North Riding
| District                                      | Opvolger                                   |
| --------------------------------------------- | ------------------------------------------ |
| Aysgarth Rural District                       | Richmondshire                              |
| Bedale Rural District                         | Hambleton                                  |
| Croft Rural District                          | Richmondshire, Hambleton                   |
| Easingwold Rural District                     | Hambleton                                  |
| Flaxton Rural District                        | Ryedale                                    |
| Guisborough Urban District                    | Langbaurgh                                 |
| Helmsley Rural District                       | Ryedale                                    |
| Kirkbymoorside Rural District                 | Ryedale                                    |
| Leyburn Rural District                        | Richmondshire                              |
| Loftus Urban District                         | Langbaurgh                                 |
| Malton Rural District                         | Ryedale                                    |
| Malton Urban District                         | Ryedale                                    |
| Masham Rural District                         | Harrogate                                  |
| Northallerton Rural District                  | Hambleton                                  |
| Northallerton Urban District                  | Hambleton                                  |
| Pickering Rural District                      | Ryedale                                    |
| Pickering Urban District                      | Ryedale                                    |
| Reeth Rural District                          | Richmondshire                              |
| Richmond Borough                              | Richmondshire                              |
| Richmond Rural District                       | Richmondshire                              |
| Saltburn and Marske-by-the-Sea Urban District | Langbaurgh                                 |
| Scalby Urban District                         | Scarborough                                |
| Scarborough Borough                           | Scarborough                                |
| Scarborough Rural District                    | Scarborough                                |
| Skelton and Brotton Urban District            | Langbaurgh                                 |
| Startforth Rural District                     | Teesdale                                   |
| Stokesley Rural District                      | Stockton-on-Tees, Middlesbrough, Hambleton |
| Thirsk Rural District                         | Harrogate, Hambleton                       |
| Wath Rural District                           | Harrogate                                  |
| Whitby Rural District                         | Scarborough                                |
| Whitby Urban District                         | Scarborough                                |

York en Teesside waren county boroughs.

### Yorkshire, West Riding
| District                                | Opvolger                   |
| --------------------------------------- | -------------------------- |
| Adwick le Street Urban District         | Doncaster                  |
| Aireborough Urban District              | Leeds                      |
| Baildon Urban District                  | Bradford                   |
| Barnoldswick Urban District             | Pendle                     |
| Batley Borough                          | Kirklees                   |
| Bentley with Arksey Urban District      | Doncaster                  |
| Bingley Urban District                  | Bradford                   |
| Bowland Rural District                  | Ribble Valley              |
| Brighouse Borough                       | Calderdale                 |
| Castleford Borough                      | Wakefield                  |
| Colne Valley Urban District             | Kirklees                   |
| Conisbrough Urban District              | Doncaster                  |
| Cudworth Urban District                 | Barnsley                   |
| Darfield Urban District                 | Barnsley                   |
| Darton Urban District                   | Barnsley                   |
| Dearne Urban District                   | Barnsley                   |
| Denby Dale Urban District               | Kirklees                   |
| Denholme Urban District                 | Bradford                   |
| Dodworth Urban District                 | Barnsley                   |
| Doncaster Rural District                | Doncaster                  |
| Earby Urban District                    | Pendle                     |
| Elland Urban District                   | Calderdale                 |
| Featherstone Urban District             | Wakefield                  |
| Garforth Urban District                 | Leeds                      |
| Goole Borough                           | Boothferry                 |
| Goole Rural District                    | Boothferry                 |
| Harrogate Borough                       | Harrogate                  |
| Hebden Royd Urban District              | Calderdale                 |
| Heckmondwike Urban District             | Kirklees                   |
| Hemsworth Rural District                | Selby, Barnsley, Wakefield |
| Hemsworth Urban District                | Wakefield                  |
| Hepton Rural District                   | Calderdale                 |
| Holmfirth Urban District                | Kirklees                   |
| Horbury Urban District                  | Wakefield                  |
| Horsforth Urban District                | Leeds                      |
| Hoyland Nether Urban District           | Barnsley                   |
| Ilkley Urban District                   | Bradford                   |
| Keighley Borough                        | Bradford                   |
| Kirkburton Urban District               | Kirklees                   |
| Kiveton Park Rural District             | Rotherham                  |
| Knaresborough Urban District            | Harogate                   |
| Knottingley Urban District              | Wakefield                  |
| Maltby Urban District                   | Rotherham                  |
| Meltham Urban District                  | Kirklees                   |
| Mirfield Urban District                 | Kirklees                   |
| Mexborough Urban District               | Doncaster                  |
| Morley Borough                          | Leeds                      |
| Nidderdale Rural District               | Harrogate                  |
| Normanton Urban District                | Wakefield                  |
| Osgoldcross Rural District              | Selby, Wakefield           |
| Ossett Borough                          | Wakefield                  |
| Otley Urban District                    | Leeds                      |
| Penistone Rural District                | Barnsley                   |
| Penistone Urban District                | Barnsley                   |
| Pontefract Borough                      | Wakefield                  |
| Pudsey Borough                          | Leeds                      |
| Queensbury and Shelf Urban District     | Calderdale, Bradford       |
| Rawmarsh Urban District                 | Rotherham                  |
| Ripon Borough                           | Harrogate                  |
| Ripon and Pateley Bridge Rural District | Harrogate                  |
| Ripponden Urban District                | Calderdale                 |
| Rotherham Rural District                | Rotherham                  |
| Rothwell Urban District                 | Leeds                      |
| Royston Urban District                  | Barnsley                   |
| Saddleworth Urban District              | Oldham                     |
| Sedbergh Rural District                 | South Lakeland             |
| Selby Rural District                    | Selby                      |
| Selby Urban District                    | Selby                      |
| Settle Rural District                   | Craven                     |
| Shipley Urban District                  | Bradford                   |
| Silsden Urban District                  | Bradford                   |
| Skipton Rural District                  | Bradford, Craven, Pendle   |
| Skipton Urban District                  | Craven                     |
| Sowerby Bridge Urban District           | Calderdale                 |
| Spenborough Borough                     | Kirklees                   |
| Stanley Urban District                  | Wakefield                  |
| Stocksbridge Urban District             | Sheffield                  |
| Swinton Urban District                  | Rotherham                  |
| Tadcaster Rural District                | Leeds, Selby               |
| Thorne Rural District                   | Doncaster                  |
| Tickhill Urban District                 | Doncaster                  |
| Todmorden Borough                       | Calderdale                 |
| Wakefield Rural District                | Wakefield                  |
| Wath upon Dearne Urban District         | Rotherham                  |
| Wetherby Rural District                 | Harrogate, Leeds           |
| Wharfedale Rural District               | Leeds, Harrogate           |
| Wombwell Urban District                 | Barnsley                   |
| Worsbrough Urban District               | Barnsley                   |
| Wortley Rural District                  | Barnsley, Sheffield        |

Barnsley, Bradford, Dewsbury, Doncaster, Halifax, Huddersfield, Leeds, Rotherham, Sheffield, Wakefield en York waren county boroughs.